# Der Schrei der Liebe
Der Schrei der Liebe ist ein deutscher Fernsehfilm von Matti Geschonneck aus dem Jahre 1997. Der Film ist eine Produktion des Westdeutschen Rundfunks und der art+information Filmproduktion.

## Handlung
Die Geschichte Der Schrei der Liebe handelt von der Liebe zwischen zwei Männern.
Zur Grillparty im Familienkreis bringt Lara Behrend ihren ersten Freund, den gut aussehenden Yannis, mit. Yannis, der mit seinem Aussehen kokettiert, jobbt als Prostituierter. Als Laras Vater Holger Yannis’ Geheimnis entdeckt, empfindet der keine Abscheu, sondern ist in gleichem Maße verwirrt wie fasziniert. Mehr und mehr fühlt er sich zu Yannis hingezogen. Zunächst versucht er seine Gefühle zu verdrängen. Doch als Yannis zu den Behrends zieht, weil seine Mutter im Krankenhaus ist und er nicht allein sein möchte, kommt es zu einer intimen Beziehung zwischen den beiden Männern, die Lara nicht verborgen bleibt. Für sie bricht eine Welt zusammen. Auch ihre Mutter Simone ist überaus verletzt. Holger verlässt seine Familie, er möchte mit Yannis leben. Aber Yannis zieht es regelmäßig auf den Strich, er ist zu keiner Bindung bereit. Holger kehrt zu seiner Familie zurück, deren einstiges Glück jedoch zerbrochen ist. Die Nachricht, dass Yannis von einem seiner Freier schwer verletzt wurde, führt die  Männer zunächst wieder zusammen. Schließlich wird der Wechsel zwischen Hass und Liebe zum Schicksal ihrer Beziehung.

## Auszeichnungen
Hauptdarsteller Matthias Schloo wurde 1997 für den Telestar als bester Nachwuchsschauspieler nominiert.